# Термахівочка
Термахівочка — річка у Іванківському районі Київської області, ліва притока Болотної (басейн Дніпра).

## Опис
Довжина річки приблизно 2  км. Річку перетинає автомобільна дорога Р02.

## Розташування
Бере початок на північно-східній стороні від села Полідарівки. Тече на північний захід і на північно-східній околиці села Термахівки впадає в річку Болотну, ліву притоку Тетерева.